# Fernando Paulsen
Fernando Paulsen (ur. 1842 w Valparaíso, zm. 24 grudnia 1908 w Quillocie) – chilijski entomolog i językoznawca.

## Życiorys
Urodził się w Valparaíso, gdzie też spędził większość swojego życia. Zajmował się rolnictwem, poza ojczystym językiem hiszpańskim władał biegle angielskim, francuskim, niemieckim oraz włoskim, posługiwał się także łaciną. Współpracował z Zorobabelem Rodríguezem przy opracowaniu wydanego w 1875  Diccionario de chilenismos. Rok później opublikował Reparos de reparos, o sea Lijero examen de los Reparos al diccionario de chilenismos de don Zorobabel Rodríguez, por Fidelis Pastor del Solar (1876), stanowiącą odpowiedź na krytykę tego słownika. Jest to jego jedyna znana samodzielna publikacja językoznawcza.
Ceniony entomolog, w piśmie Revista Chilena de Historia Natural opublikował kolejno Breves indicaciones para la caza de insectos (1901) i Nueva lámpara cazadora de mariposas nocturnas (1908). Pozostawił znacznych rozmiarów kolekcję motyli oraz chrząszczy. Została ona przekazana chilijskiemu Muzeum Narodowemu w 1912, przez dzieci badacza. Paulsen ostatnie lata życia spędził w Quillocie, gdzie też zmarł.